# Орден Великого завоевателя
Орден Великого завоевателя (араб. وسام الفاتح العظيم‎) — государственная награда Ливии, учреждённая в 1969 году, после революции.

## Описание награды
Звезда ордена крепилась на зелёную ленту, идущую через правое плечо, также имелась её уменьшенная версия в виде значка, крепившегося к банту ниже. 
Значок ордена имел форму золотой восьмиконечной звезды с лучами разной длины. В центре круглый медальон из зелёной эмали с золотой каллиграфической надписью арабской вязью поверх. По внешнему краю он окаймлён широким золотым кругом. С лентой соединяется переходным элементом в виде золотого венка.
Звезда ордена внешне похожа на знак ордена, но переходной элемент в виде венка отсутствует.
Шёлковая муаровая лента ордена зелёного цвета.